# Plectosphaera sanguinea
Plectosphaera sanguinea är en svampart som först beskrevs av Rehm, och fick sitt nu gällande namn av Arx & E. Müll. 1954. Plectosphaera sanguinea ingår i släktet Plectosphaera och familjen Phyllachoraceae.   Inga underarter finns listade i Catalogue of Life.